# زكي عثمان (لاعب كرة قدم مواليد 1898)
زكي عثمان (1898 - ) هو لاعب كرة قدم مصري في مركز الهجوم، شارك في الألعاب الأولمبية الصيفية 1920. وشارك مع منتخب مصر لكرة القدم. أما مع النوادي، فقد لعب مع النادي الأهلي.

## وصلات خارجية
- زكى عثمان على موقع أوليمبيديا (الإنجليزية)